# Книга Еноха

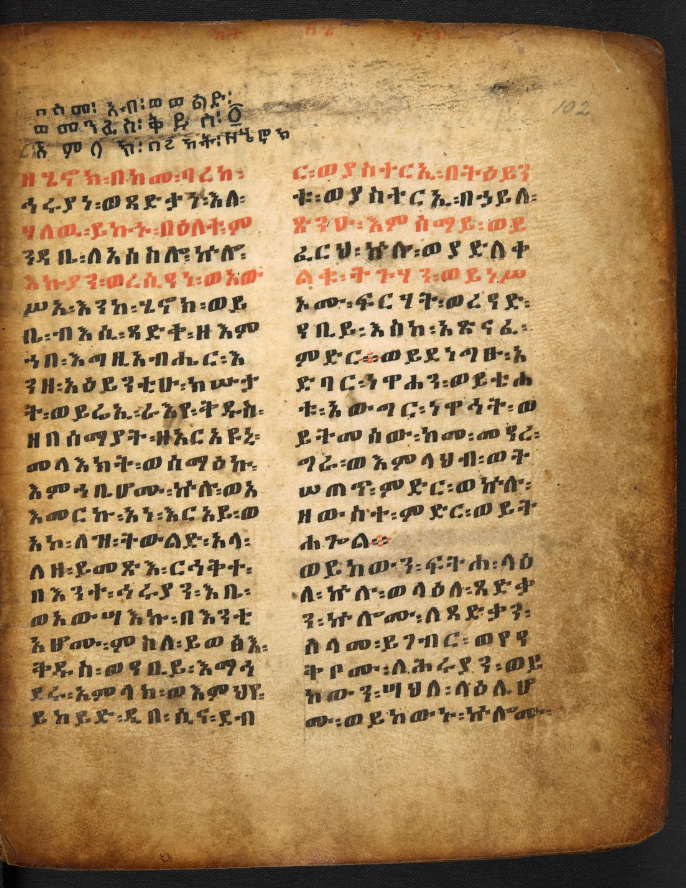
Початок книги Еноха у ефіопському рукописі з XVI століття

Книга Еноха — апокрифічний збірний апокаліпсис, приписуваний допотопному патріархові Еноху, але складений у III — кінці I ст. до н. е. До наших часів книга дійшла у ефіопському перекладі зі староєврейського оригіналу та старослов'янському з якоїсь християнської переробки. Текст описує подорож Еноха на Небеса, де він зустрічає ангелів і Бога, довідується про таємниці влаштування світу, майбутній прихід месії та останнє протистояння добра зі злом.

## Історія
У Книзі Буття Старого Завіту фігурують двоє чоловіків на ім'я Енох: з роду Каїна (Буття 4:17-18), та з роду Сифа (Буття 5:18-24). Книга Еноха розповідає про другого, що був батьком Мафусаїла (і прадідом Ноя) та прожив 365 років. Це порівняно малий термін життя, порівняно з іншими старозавітніми патріархами, проте Енох був узятий на Небеса Богом ще при житті, що свідчить про його благочесність. Послання до Євреїв повідомляє: «Вірою Енох був перенесений на небо, щоб не бачити смерти; і його не знайшли, бо Бог переніс його. Бо раніш, як його перенесено, він був засвідчений, що Богові він догодив» (Євр. 11:5). У апокрифічній Книзі Сираха теж стверджується, що «Енох догодив Господу, і був піднесений; він був прикладом покаяння для всіх родів» (Сир. 44:16).
Всупереч назві, більшість дослідників вважають, що ніякий історичний Енох не був її автором. Книга класифікується як апокаліпсис: твір, який містить символічні пророцтва майбутнього та подорож невидимим світом. Оригінальною мовою Книги Еноха була арамейська чи іврит (або їхня суміш). Потім перекладена грецькою, латинською та ефіопською мовою геез. Тривалий час вважалося, що вона написана в II ст. до н. е., приблизно в час повстання Макавеїв. Але її фрагменти арамейською мовою, знайдені серед сувоїв Мертвого моря, засвідчують, що принаймні частину книгу написано в III ст. до н. е. чи раніше. Найпізніші частини створювалися наприкінці I ст. до н. е. та, можливо, в часи раннього християнства як полеміка з ним. Вплив книги дуже позначився на староєврейській та християнській літературі, зокрема у апостольських посланнях та в Апокаліпсисі Івана. Слов'янський варіант, який є окремими твором, вплинув на українські народні уявлення про загробний світ та страшний суд, на оповідання про «хождєніє по муках» тощо.
Книга була популярна впродовж декількох століть після Різдва Христового, проте в Європі її знали лише за згадкою від апостола Юди (Тадея) та отців Церкви. В 1773 році шотландський мандрівник Джеймс Брюс привіз переклад Книги Еноха мовою геез із Ефіопії. Починаючи з 1800-х років нею зацікавилися дослідники Біблії, вбачаючи в ній книгу, котра прояснює частини Старого та Нового Завіту.
У 1824 її вперше перекладено англійською мовою, в 1833-1838 німецькою. В 1892 вийшов зворотний переклад сучасним івритом з німецької.

## Зміст

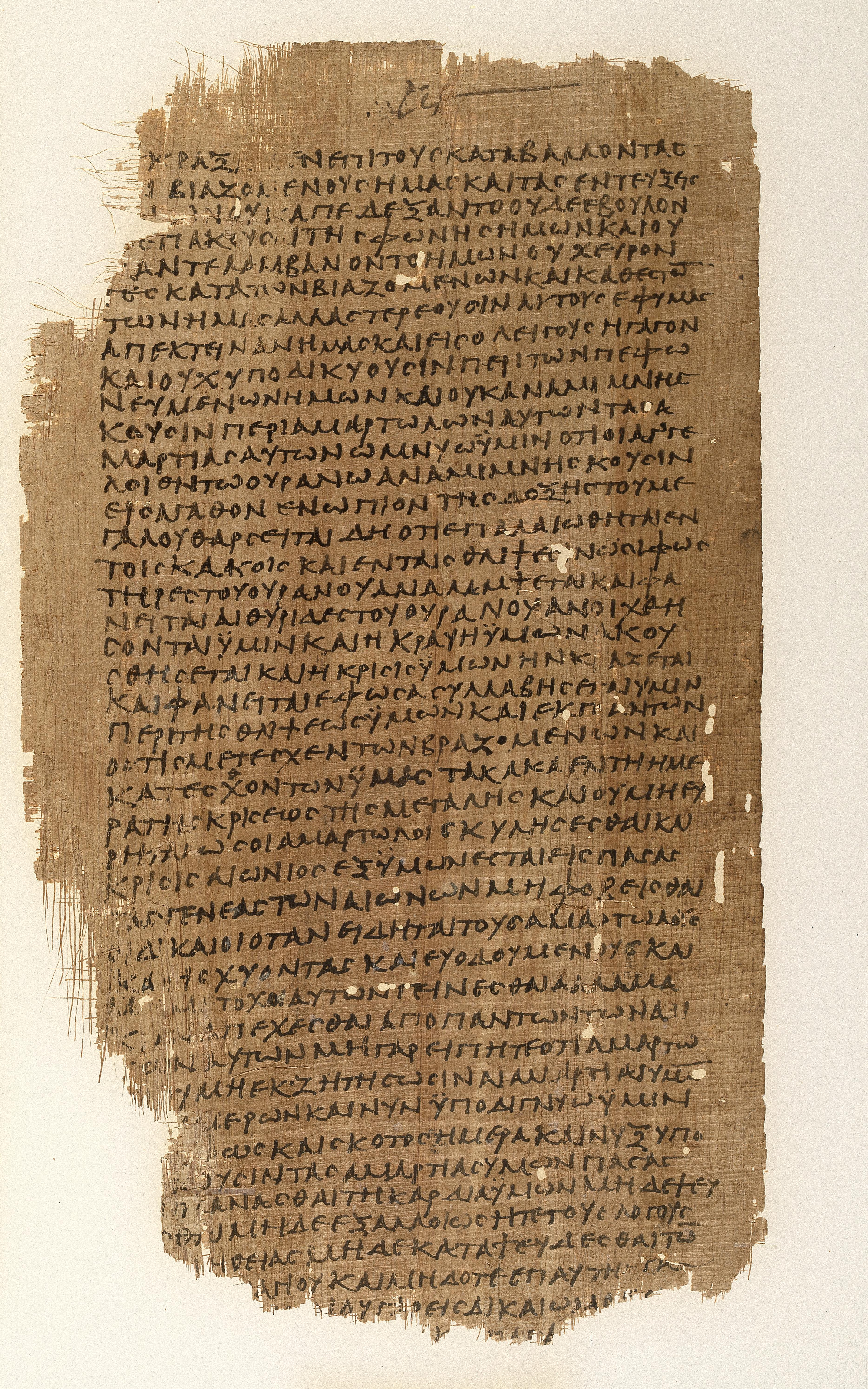
Грецький переклад Книги Еноха, IV ст.

### Розділи
Книга складається з п'яти основних розділів:
- Книга Вартових (розділи 1–36) — описуються мандри Еноха по світу, а потім, уві сні, з Єрусалиму на небо, під час яких йому відкривалися божественні таємниці. Книга розповідає про друге гріхопадіння ангелів, відомих як Вартові [над людьми], що відвернулися від Бога перед потопом і від яких людські жінки народили велетнів.
- Книга притч Еноха (37–71) (також називається Уподібнення Еноха) — описує майбутнє пришестя месії, але ця постать асоціюється з самим Енохом, а не Ісусом Христом, як у християнській традиції. В книзі у формі притч проводяться паралелі між часами Потопу (першим Судом) і майбутнім Останнім Судом.
- Астрономічна книга (72–82) (також називається Книгою небесних світил або Книгою світил) — містить знання з астрономії, які Енох отримав від ангела Уриїла. В цій частині йдеться про сонячний календар, знаний також із Книги Ювілеїв і рукописів Мертвого моря.
- Книга видінь снів (83–90) (також називається Книгою снів) — описує видіння, які Енох отримав уві сні перед одруженням. Вони зображають історію світу від Адама до повстання Макавеїв. Персонажі видінь алегорично постають як різні тварини.
- Послання Еноха (91–108) — містить промову Еноха з моральним застереженням для своєї родини, яке він дає перед своїм вознесінням на Небеса.

### Бунтівні ангели та нефіліми
Найбільший інтерес складає місце Книги Еноха, в якому згадуються «сини Божі», котрі одружуються з «дочками людськими» і народжують дітей-велетнів, відомих як нефіліми. Під «синами Божими» в Старому Завіті можуть розумітися як ангели, так і люди з праведного роду Сифа. Згідно з Книгою Еноха, група з 5 ангелів, яких очолював Сем'яза, одружилася з людськими жінками та погодилася взяти на себе провину за це. Ангели навчали людство мистецтву, заняттю астрологією, виготовленню зброї, косметики та прикрас для сексуального спокушання. Через це люди стали розпусними та перестали шанувати Бога. Нащадки звичайних людей і ангелів, нефіліми, були зростом 3 тис. ліктів. Вони поглинули всі блага, а тоді почали їсти людей, тварин і одні одних. Бог наслав на погрузлий у гріху та беззаконні світ Великий Потоп (Еноха 1:6-10). Врятуватися він дозволив тільки правнуку Еноха, Ною, та його родині. Нефіліми стали злими духами землі (Еноха 1:15).
Перед потопом Бог послав на землю чотирьох архангелів: Сариїл попередив Ноя про Потоп, Рафаїл ув'язнив демона Азазеля в пустелі, Гавриїл підбурив нефілімів до боротьби одних з іншими, а Михаїл закував у ланцюги бунтівних ангелів під землею до Страшного Суду, після чого вони будуть знищені у вогні. Місія Михаїла закувати повсталих ангелів може доповнювати слова апостола Петра про те, як Ісус «…духам, що в в'язниці були, зійшовши, звіщав; вони колись непокірливі були, як їх Боже довготерпіння чекало за Ноєвих днів, коли будувався ковчег, що в ньому мало, цебто вісім душ, спаслось від води» (1 Пет. 3:19-20). Згадка Еноха про знищення ангелів у вогні є першою письмовою згадкою про те, що в Євангелії від Матвія описано зі слів Христа як «…вічний вогонь, що дияволові та його посланцям приготований» (Матв. 25:41).

### Месія
Також у Книзі Еноха згадується месія, що існував приховано, відкрив Божу мудрість праведникам і в майбутньому навчатиме поган, аби привести їх до істинної віри. Він «стане палицею для праведних, щоб вони сперлися на Нього і не впали. Він є світлом для поган… Усі, хто живе на землі, впадуть і поклоняться йому» (Еноха 48:4-5). Цей месія судитиме людей наприкінці історії світу.
Однак, у книзі стверджується, що месією є сам Енох, і це місце, можливо, було додано вже в часи християнства як юдейське заперечення месіанської місії Христа.

### Космологія
Книга Еноха описує, що Земля є пласкою, а небесна твердь підтримується чотирма вітрами. На краю землі стоять 7 гір з коштовного каміння. Небесні світила рухаються вітрами. Сонце та Місяць однакового розміру, але Сонце в 7 разів яскравіше. При цьому зазначається, що Місяць не світиться сам, а отримує світло від Сонця. Обидва світила з'являються та зникають на небі через брами, що ведуть на вищий ярус неба. Також на небі є 12 брам, з яких віють 4 сприятливих і 8 несприятливих вітрів.

## Канонічність
У Посланні Варнави в I ст. Книга Еноха цитувалася як «Писання» (Варнави 16:5-6). Цитати з Книги присутні в Тертуліана в III ст. (Про жіночий одяг 1:3:1-3) і Орігена (De Principiis 1:3:3, 4:1:35, Коментар до Івана 6:25) та інших. Але в Католицькій церкві зрештою второканоном були визнано Послання Юди, а не Книгу Еноха.
Книга Еноха багато в чому повторює книги Біблії, але містить деталі, котрі вважаються Церквою надмірними уточненнями. Наприклад, те, що Ной народився зі світлим волоссям або імена ангелів. Деякі місця суперечать Біблії, як те, що однозначно ототожнює «синів Божих» із ангелами або те, що називає месією самого Еноха замість Христа. Звідси висновок, що Книга Еноха не є богонатхненним твором, а отже не повинна перебувати в каноні.
Також немає жодних підтверджень, що старозавітний Енох має який-небудь стосунок до створення цієї книги, він лише виступає її персонажем. Оскільки різні частини книги писалися в різні століття, але автори приховуються за іменем Еноха, текст вважається Церквою не вартим довіри.
Ефіопська спільнота Бет Ісраел, що належить до течії юдаїзму Хайманот, залишилася єдиною групою, що визнає Книгу Еноха канонічною. Книгу записано літургійною давньоефіопською мовою геез.

## У масовій культурі
Побутує псевдонаукове уявлення, нібито в Книзі Еноха описано відвідання Землі прибульцями з інших світів, що створили гібридів з людьми шляхом генної інженерії. Цю тему популяризовував американський серіал «Стародавні прибульці», а саме епізод «Заборонена Біблія» 2020 року. Згодом її підхопили інші медіа, як «Книга Еноха» (2022) Ефрена Гамбоа, хоча саме трактування янголів із Книги Еноха як іншопланетян зустрічається і в Еріха фон Денікена в «Історія помиляється» (2007) та деяких раніших книгах ще з 1960-х років. Серед відомих книг на цю тему «Біблія і летючі тарілки» (1968) Баррі Даунінга.
Християнський дослідницький інститут євангельських християн зазначає, що жоден з теоретиків такого трактування Книги Еноха не є фахівцем з історії, археології або будь-якої іншої науки. Праці Еріха фон Денікена чи Баррі Даунінга вільно трактують стародавні тексти, не наводячи вагомих доказів, і радше сіють сумніви, ніж пропонують відповіді. Хоча саме існування інопланетян слід розглядати як можливе і в релігії, і в науці, не існує переконливих доказів, що Біблія або якийсь апокриф описують зустрічі з ними.